# 2018 aux échecs
| Années des échecs : 2015 - 2016 - 2017 - 2018 - 2019 - 2020 - 2021    |
| Décennies des échecs : 1980 - 1990 - 2000 - 2010 - 2020 - 2030 - 2040 |

Cette page recense les événements liés au monde des échecs qui ont eu lieu en 2018.
Arkadi Dvorkovitch devient le 3 octobre 2018 président de la Fédération internationale des échecs.

## Championnats du monde

### Championnat du monde mixte
Le championnat du monde d'échecs 2018 s'est déroulé du 9 au 28 novembre 2018 à Londres, et opposait le joueur norvégien Magnus Carlsen, champion du monde en titre au joueur américain Fabiano Caruana, vainqueur du tournoi des candidats qui a eu lieu en mars 2018. Pour la première fois dans l'histoire du championnat du monde d'échecs, l'ensemble des parties longues se terminent par une nulle. Au terme des parties rapides de départage, il est finalement remporté par Magnus Carlsen 3-0.

### Championnat du monde féminin
Du 2 au 20 mai 2018, à Shanghai et à Chongqing, la joueuse chinoise Ju Wenjun remporte le championnat du monde féminin d'échecs au détriment de sa compatriote Tan Zhongyi.
Du 1er au 25 novembre 2018 a lieu un second championnat du monde féminin dans l'année, avec 64 joueuses et un système à élimination directe. Ju Wenjun y conserve son titre de championne du monde.

### Championnat du monde de blitz et de parties rapides
| Tournoi        | Champion mixte | Championne     |
| -------------- | -------------- | -------------- |
| Cadence rapide | Daniil Doubov  | Ju Wenjun      |
| Cadence blitz  | Magnus Carlsen | Kateryna Lagno |

### Championnats du monde d'échecs senior et de la jeunesse
| Âge                              | Champion mixte            | Championne              |
| -------------------------------- | ------------------------- | ----------------------- |
| Plus de 50 ans                   | Karen Movsziszian         | Elvira Berend           |
| Plus de 65 ans                   | Vlastimil Jansa           | Nona Gaprindachvili     |
| Juniors (moins de 20 ans)        | Parham Maghsoodloo        | Aleksandra Maltsevskaïa |
| Moins de 18 ans                  | Viktor Gažík              | Polina Chouvalova       |
| Moins de 16 ans                  | Shant Sargsian            | Annmarie Mütsch (de)    |
| Moins de 14 ans                  | Pedro Antonio Gines Esteo | Ning Kaiyu              |
| Moins de 12 ans                  | Dommaraju Gukesh          | Bhaskar Savitha Shri    |
| Moins de 10 ans                  | Jin Yueheng               | Samantha Edithso        |
| Moins de 8 ans                   | Yuvraj Chennareddy        | Zhao Yunqing            |
| Résolution de problèmes d'échecs | Piotr Murdzia             |                         |

## Grands tournois annuels
| Nom de l'événement                       | Dates                    | Lieu                     | Cadence         | Vainqueur                                                     |
| ---------------------------------------- | ------------------------ | ------------------------ | --------------- | ------------------------------------------------------------- |
| Tata Steel Chess                         | 12-28 janvier            | Wijk aan Zee             | Classique       | Masters : Magnus Carlsen Challengers : Vidit Santosh Gujrathi |
| Festival d'échecs de Gibraltar           | 23 janvier - 1er février | Gibraltar                | Classique       | Levon Aronian                                                 |
| Open Aeroflot                            | 19 février - 2 mars      | Moscou                   | Classique       | Vladislav Kavaliow                                            |
| Mémorial Tal                             | 1er-5 mars               | Moscou                   | Rapide et Blitz | Anand et Kariakine                                            |
| Grenke Chess Classic                     | 31 mars - 9 avril        | Karlsruhe et Baden-Baden | Classique       | Fabiano Caruana                                               |
| Mémorial Vugar Gashimov,                 | 18-28 avril              | Shamkir                  | Classique       | Magnus Carlsen                                                |
| Mémorial Petrov                          |                          | Jurmala                  | Rapides         |                                                               |
| Mémorial Capablanca                      | 9-19 mai                 | La Havane                | Classique       | Samuel Shankland                                              |
| Tournoi d'échecs de Poïkovski            | 26 mai - 6 juin          | Poïkovski                | Classique       | Dmitri Iakovenko                                              |
| Altibox Norway Chess                     | 27 mai - 8 juin          | Stavanger                | Classique       | Fabiano Caruana                                               |
| 39e Tournoi « Magistral Ciudad de León » | 5-9 juillet              | León                     | Classique       | Wesley So                                                     |
| Dortmund Sparkassen Chess Meeting        | 14-22 juillet            | Dortmund                 | Classique       | Ian Nepomniachtchi                                            |
| Festival de Bienne                       | 21 juillet - 1er août    | Bienne                   | Classique       | Shakhriyar Mamedyarov                                         |
| Tournoi d'échecs de Danzhou              | 26 juillet - 4 août      | Danzhou                  | Classique       | Yu Yangyi                                                     |
| Champions Showdown Chess 960             | 11-14 septembre          | Saint-Louis              | Chess 960       |                                                               |
| Isle of Man International                | 20-28 octobre            | Douglas                  | Classique       | Radoslaw Wojtaszek                                            |
| Shenzhen Masters                         | 4-15 novembre            | Shenzhen                 | Classique       | Maxime Vachier-Lagrave                                        |
| Tournoi d'échecs de Zurich               |                          | Zurich                   |                 | Haïk Martirossian                                             |

Le cycle de tournois Grand Chess Tour réunissant plusieurs des meilleurs joueurs au monde a lieu en 2018. Cinq tournois composent le Grand Chess Tour 2018, pour une dotation totale de 1 million de dollars. Le Grand Chess Tour 2018 est remporté par le joueur américain Hikaru Nakamura à l'issue du tournoi London Chess Classic, suivi par le joueur français Maxime Vachier-Lagrave.
| Tournoi                         | Lieu        | Dates         | Cadence         | Vainqueur                                        |
| ------------------------------- | ----------- | ------------- | --------------- | ------------------------------------------------ |
| Your Next Move Grand Chess Tour | Louvain     | 12-16 juin    | Rapide et blitz | Wesley So                                        |
| Paris Grand Chess Tour          | Paris       | 20-24 juin    | Rapide et blitz | Hikaru Nakamura                                  |
| Saint Louis Rapide & Blitz      | Saint-Louis | 10-16 août    | Rapide et blitz | Hikaru Nakamura                                  |
| Sinquefield Cup                 | Saint-Louis | 17-28 août    | Classique       | Magnus Carlsen, Fabiano Caruana et Levon Aronian |
| London Chess Classic            | Londres     | 9-17 décembre | Classique       | Finale : Hikaru Nakamura                         |

## Compétitions par équipes

### Olympiade de 2018
L’olympiade s'est tenue du 23 septembre au 6 octobre 2018 à Batoumi, en Géorgie. La Chine remporte le tournoi mixte et le tournoi féminin, à chaque fois au départage.
- Tournoi mixte : victoire de la Chine
- Tournoi féminin : victoire de la Chine

### Championnats continentaux par équipes
| Compétition                                        | Vainqueur mixte            | Vainqueur femmes           |
| -------------------------------------------------- | -------------------------- | -------------------------- |
| Championnat du monde d'échecs par équipes          | Pas de compétition en 2018 | Pas de compétition en 2018 |
| Championnat d'Europe d'échecs des nations          | Pas de compétition en 2018 | Pas de compétition en 2018 |
| Championnat d'Asie d'échecs des nations            | Iran                       | Chine                      |
| Championnat panaméricain d'échecs des nations (en) |                            |                            |

### Championnats interclubs
| Compétition                                       | Champion                           | Deuxième      | Troisième     |
| ------------------------------------------------- | ---------------------------------- | ------------- | ------------- |
| Coupe d'Europe des clubs d'échecs,                | Mednyi Vsadnik (Saint-Pétersbourg) | AVE Nový Bor  | Molodejka     |
| Coupe d'Europe des clubs d'échecs féminine,       | CE de Monte-Carlo                  | Nona (Batumi) | Ugra          |
| Championnat d'Allemagne d'échecs des clubs        | OSG Baden-Baden                    |               |               |
| Championnat d'Espagne d'échecs des clubs          |                                    |               |               |
| Championnat de France d'échecs des clubs (Top 12) | Bischwiller                        | Clichy        | Bois-Colombes |
| Coupe de France des clubs d'échecs                | Tremblay-en-France                 | Metz Fischer  | —             |
| Four Nations Chess League (en) (4NCL)             |                                    |               |               |
| United States Chess League (en) (USCL)            |                                    |               |               |

## Championnats continentaux et nationaux individuels

### Championnats continentaux individuels
| Compétition                              | Champion mixte              | Championne                 |
| ---------------------------------------- | --------------------------- | -------------------------- |
| Championnat d'Afrique d'échecs           | Bassem Amin                 | Shahenda Wafa              |
| Championnat d'Asie d'échecs              | Wei Yi                      | Padmini Rout               |
| Championnat d'Amérique d'échecs          | Samuel Shankland            |                            |
| Championnat d'Europe d'échecs individuel | Ivan Šarić[réf. nécessaire] | Valentina Gounina          |
| Championnat d'Océanie d'échecs           | Pas de compétition en 2018  | Pas de compétition en 2018 |

### Championnats nationaux individuels
| Pays                                              | Champion mixte                  | Championne                |
| ------------------------------------------------- | ------------------------------- | ------------------------- |
| Championnat d'Afrique du Sud d'échecs             |                                 |                           |
| Championnat d'Albanie d'échecs (en)               |                                 |                           |
| Championnat d'Algérie d'échecs                    |                                 |                           |
| Championnat d'Allemagne d'échecs                  | Rainer Buhmann                  | Fiona Sieber              |
| Championnat d'Andorre d'échecs                    |                                 |                           |
| Championnat d'Argentine d'échecs                  | Fernando Peralta                | Florencia Fernández       |
| Championnat d'Arménie d'échecs                    | Haik M. Martirosyan             | Maria Kursova             |
| Championnat d'Australie d'échecs                  | Max Illingworth                 | pas de championnat        |
| Championnat d'Autriche d'échecs                   | Nikolaus Stanec                 | Veronika Exler (en)       |
| Championnat d'Azerbaïdjan d'échecs                | Abdulla Gadimbayli              | Khanim Balajayeva         |
| Championnat du Bangladesh d'échecs                |                                 |                           |
| Championnat de la Barbade d'échecs                |                                 |                           |
| Championnat de Belgique d'échecs                  | Mher Hovhannisyan               | Hanne Goossens (de)       |
| Championnat de la Biélorussie d'échecs            | Aleksej Aleksandrov,            | Nastassia Ziaziulkina     |
| Championnat de Birmanie d'échecs                  | Wynn Zaw Htun (en)              |                           |
| Championnat de Bolivie d'échecs                   |                                 |                           |
| Championnat de Bosnie-Herzégovine d'échecs        |                                 |                           |
| Championnat du Botswana d'échecs                  |                                 |                           |
| Championnat du Brésil d'échecs                    | Roberto Junio Brito Molina (pt) | Juliana Sayumi Terao (en) |
| Championnat de Bulgarie d'échecs                  | Ivan Cheparinov                 |                           |
| Championnat du Canada d'échecs                    | pas de championnat              | Maïli-Jade Ouellet        |
| Championnat du Chili d'échecs                     | Cristóbal Henríquez             |                           |
| Championnat de Chine d'échecs                     | Wen Yang                        | Zhai Mo                   |
| Championnat de Colombie d'échecs                  |                                 |                           |
| Championnat de Corée du Sud d'échecs              | Walker Martin                   |                           |
| Championnat du Costa Rica d'échecs                |                                 |                           |
| Championnat de Croatie d'échecs                   |                                 |                           |
| Championnat de Cuba d'échecs                      |                                 |                           |
| Championnat de Chypre d'échecs                    |                                 |                           |
| Championnat du Danemark d'échecs                  | Bjørn Møller Ochsner            |                           |
| Championnat d'Écosse d'échecs                     | Murad Abdulla (az)              |                           |
| Championnat des Émirats Arabes Unis d'échecs      |                                 |                           |
| Championnat d'Espagne d'échecs                    |                                 |                           |
| Championnat d'Estonie d'échecs                    |                                 |                           |
| Championnat des États-Unis d'échecs               | Samuel Shankland                | Nazi Paikidze             |
| Championnat des îles Féroé d'échecs               | Helgi Dam Ziska                 |                           |
| Championnat de Finlande d'échecs                  |                                 |                           |
| Championnat de France d’échecs                    | Tigran Gharamian                | Pauline Guichard          |
| Championnat de Géorgie d'échecs                   |                                 |                           |
| Championnat d'échecs de Grande-Bretagne           | Michael Adams                   | Jovanka Houska            |
| Championnat de Grèce d'échecs                     |                                 |                           |
| Championnat du Guatemala d'échecs                 |                                 |                           |
| Championnat du Honduras d'échecs                  |                                 |                           |
| Championnat de Hongrie d'échecs                   | Ferenc Berkes                   | Szidónia Vajda            |
| Championnat d'Inde d'échecs                       | Aravindh Chithambaram           | Bhakti Kulkarni           |
| Championnat d'Indonésie d'échecs                  |                                 |                           |
| Championnat d'Iran d'échecs                       |                                 |                           |
| Championnat d'Irlande d'échecs                    |                                 |                           |
| Championnat d'Islande d'échecs                    |                                 |                           |
| Championnat d'Israël d'échecs                     | Victor Mikhalevski              | Yuliya Shvayger           |
| Championnat d'Italie d'échecs                     |                                 |                           |
| Championnat de Jamaïque d'échecs                  |                                 |                           |
| Championnat du Japon d'échecs                     |                                 | Qin Ranran                |
| Championnat du Kazakhstan d'échecs                |                                 |                           |
| Championnat du Kenya d'échecs                     |                                 |                           |
| Championnat du Kosovo d'échecs                    | Nderim Saraçi                   |                           |
| Championnat de Lettonie d'échecs                  |                                 |                           |
| Championnat du Liban d'échecs                     |                                 |                           |
| Championnat du Liberia d'échecs                   | James Tondo                     |                           |
| Championnat de Lituanie d'échecs                  |                                 |                           |
| Championnat du Luxembourg d'échecs                |                                 |                           |
| Championnat de Macédoine d'échecs                 |                                 |                           |
| Championnat de Madagascar d'échecs                |                                 |                           |
| Championnat de Malaisie d'échecs                  |                                 |                           |
| Championnat de Malte d'échecs                     |                                 |                           |
| Championnat du Maroc d'échecs                     |                                 |                           |
| Championnat du Mexique d'échecs                   |                                 |                           |
| Championnat de Moldavie d'échecs                  |                                 |                           |
| Championnat de Mongolie d'échecs                  |                                 |                           |
| Championnat du Monténégro d'échecs                |                                 |                           |
| Championnat du Népal d'échecs                     |                                 |                           |
| Championnat de Namibie d'échecs                   | Charles Eichab                  |                           |
| Championnat de Nouvelle-Zélande d'échecs          |                                 |                           |
| Championnat de Norvège d'échecs                   |                                 |                           |
| Championnat d'Ouzbékistan d'échecs                |                                 |                           |
| Championnat du Pakistan d'échecs                  |                                 |                           |
| Championnat du Paraguay d'échecs                  |                                 |                           |
| Championnat d'échecs des Pays-Bas                 | Sergei Tiviakov                 | Peng Zhaoqin              |
| Championnat du Pays de Galles d'échecs            |                                 |                           |
| Championnat du Pérou d'échecs                     |                                 |                           |
| Championnat des Philippines d'échecs              |                                 |                           |
| Championnat de Pologne d'échecs                   |                                 |                           |
| Championnat du Portugal d'échecs                  |                                 |                           |
| Championnat de la République Dominicaine d'échecs |                                 |                           |
| Championnat de la République Tchèque d'échecs     |                                 |                           |
| Championnat de Roumanie d'échecs                  |                                 |                           |
| Championnat de Russie d'échecs                    | Dmitry Andreikin                | Natalia Pogonina          |
| Championnat du Salvador d'échecs                  |                                 |                           |
| Championnat de Serbie d'échecs                    | Alexandar Indjic                | Teodora Injac             |
| Championnat de Singapour d'échecs                 |                                 |                           |
| Championnat de Slovaquie d'échecs                 |                                 |                           |
| Championnat de Slovénie d'échecs                  |                                 |                           |
| Championnat du Sri Lanka d'échecs                 |                                 |                           |
| Championnat de Suède d'échecs                     |                                 |                           |
| Championnat de Suisse d'échecs                    |                                 |                           |
| Championnat du Suriname d'échecs                  |                                 |                           |
| Championnat du Togo d'échecs                      | Koffi Botsoe                    |                           |
| Championnat de Trinité-et-Tobago d'échecs         |                                 |                           |
| Championnat de Turquie d'échecs                   |                                 |                           |
| Championnat d'Ukraine d'échecs                    |                                 |                           |
| Championnat d'Uruguay d'échecs                    |                                 |                           |
| Championnat du Venezuela d'échecs                 |                                 |                           |
| Championnat du Vietnam d'échecs                   | Trần Tuấn Minh                  |                           |
| Championnat de Zambie d'échecs                    | Andrew Kayonde                  |                           |
| Championnat du Zimbabwe d'échecs                  | Emerald Mushore                 |                           |

## Évolution des classements mondiaux en 2018
Les joueurs d'échecs ont un classement Elo mis à jour chaque mois par la FIDE en fonction de leurs résultats sportifs, et chaque partie jouée rapporte ou retire des points Elo aux joueurs. Au cours de l'année 2018, plusieurs progressions au classement Elo sont remarquées.

### Classement mixte
| Rang 2019 | Nom                    | Né en | Fédération  | Elo 2019 | Rang 2018 | Elo 2018 | Évolution     |
| --------- | ---------------------- | ----- | ----------- | -------- | --------- | -------- | ------------- |
| 1         | Magnus Carlsen         | 1990  | Norvège     | 2 835    | 1         | 2 834    | en stagnation |
| 2         | Fabiano Caruana        | 1992  | États-Unis  | 2 828    | 2         | 2 811    | 17            |
| 3         | Shakhriyar Mamedyarov  | 1985  | Azerbaïdjan | 2 817    | 3         | 2 804    | 13            |
| 4         | Ding Liren             | 1992  | Chine       | 2 813    | 9         | 2 769    | 44            |
| 5         | Anish Giri             | 1994  | Pays-Bas    | 2 783    | 15        | 2 752    | 31            |
| 6         | Maxime Vachier-Lagrave | 1990  | France      | 2 780    | 5         | 2 793    | 13            |
| 7         | Vladimir Kramnik       | 1975  | Russie      | 2 777    | 7         | 2 787    | en stagnation |
| 8         | Viswanathan Anand      | 1969  | Inde        | 2 773    | 11        | 2 767    | en stagnation |
| 9         | Alexander Grischuk     | 1983  | Russie      | 2 771    | 12        | 2 767    | en stagnation |
| 10        | Levon Aronian          | 1982  | Arménie     | 2 767    | 4         | 2 797    | 30            |

### Classement femmes
| Rang 2019 | Nom                    | Né en | Fédération | Elo 2019 | Rang 2018 | Elo 2018 | Évolution     |
| --------- | ---------------------- | ----- | ---------- | -------- | --------- | -------- | ------------- |
| 1         | Hou Yifan              | 1994  | Chine      | 2 662    | 1         | 2 680    | 18            |
| 2         | Ju Wenjun              | 1991  | Chine      | 2 575    | 2         | 2 572    | en stagnation |
| 3         | Anna Muzychuk          | 1990  | Ukraine    | 2 569    | 3         | 2 571    | en stagnation |
| 4         | Kateryna Lagno         | 1989  | Russie     | 2 560    | 5         | 2 556    | en stagnation |
| 5         | Humpy Koneru           | 1987  | Inde       | 2 541    | —         | —        |               |
| 6         | Mariya Muzychuk        | 1992  | Ukraine    | 2 540    | 7         | 2 540    | en stagnation |
| 7         | Alexandra Kosteniuk    | 1984  | Russie     | 2 537    | 4         | 2 561    | 24            |
| 8         | Aleksandra Goryachkina | 1998  | Russie     | 2 518    | 14        | 2 493    | 25            |
| 9         | Nana Dzagnidze         | 1987  | Géorgie    | 2 513    | 10        | 2 522    | en stagnation |
| 10        | Tan Zhongyi            | 1991  | Chine      | 2 502    | 9         | 2 523    | 21            |

## Transferts
Plusieurs transferts notables ont été relevés au cours de l'année :
- Leinier Domínguez Pérez quitte la fédération cubaine pour la fédération américaine[réf. souhaitée].
- Borna Derakhshani quitte la fédération iranienne pour la fédération anglaise[82].

## Nécrologie
- 20 janvier : Eliot S. Hearst (en)
- 30 janvier : Marilyn Simmons (en)
- 31 janvier : Domingos Merino (en)
- 15 février : Ylvi Pustina (en)
- 20 février : Robert Abbott
- 28 février : Stefán Kristjánsson (en)
- 1er mars : Anatoli Lein
- 22 avril : Nino Khourtsidzé
- 10 mai : Ievgueni Vassioukov
- 25 mai : Roberto Luis Debarnot (en)
- 26 juin : Aloyzas Kveinys
- 4 août : Erwin Nievergelt (en)
- 13 août : Giam Choo Kwee (en)
- 31 août : Philip Short (en)
- 9 septembre : Felix Winiwarter (en)
- 15 septembre : Peggy Clarke (en)
- 21 octobre : Tan Chin Nam (en)
- 22 octobre : Ivone Moysés (en)
- novembre : Egon Joppen (en)
- 3 novembre : Eric Schiller
- 10 novembre : Georges Pierre Thibaut (en)
- 29 novembre : Ruth Haring (en)
- 6 décembre : Győző Forintos
- 15 décembre : Milunka Lazarević